# Beaulieu (Puy-de-Dôme)
Beaulieu é uma comuna francesa na região administrativa de Auvérnia-Ródano-Alpes, no departamento de Puy-de-Dôme. Estende-se por uma área de 8,65 km². Em 2010 a comuna tinha 470 habitantes (densidade: 54,3 hab./km²).